# Langobardské království
Langobardské království nebo Langobardská říše, také říše nebo království Langobardů (latinsky Regnum Langobardorum), později pojmenované Království (celé) Itálie (latinsky Regnum totius Italiae) byl státní útvar a raně středověké království založené germánským kmenem Langobardů na Apeninském poloostrově v druhé půli 6. století. Severní Itálie se začala ve středověku nazývat Lombardií, tj. zemí Langobardů (latinsky Langobardia).

## Historie

### Langobardi v Itálii
Po svém příchodu do Itálie roku 568 Langobardi brzy ovládli velkou část poloostrova (severní a střední část), který teprve nedávno dobyli na Ostrogótech Byzantinci. Langobardi byli zemědělci a jejich etnikum bylo mnohem početnější než Ostrogóti, což se brzy projevilo rozvojem zemědělství. Zakrátko začala být obdělávána všechna půda, která zpustla v posledních letech Západořímské říše. Důsledkem byl velký růst pozemkového majetku a uvádění dosud svobodných germánských rolníků do závislosti na majitelích pozemků.

### Království Langobardů
Na dobytém území se konstituovala Langobardská říše v čele s králem, který sídlil v Pavii. Svoji moc však neuplatňoval důsledně, a tak se Langobardské království stalo konglomerátem 36 vévodství, z nichž si některá počínala velmi samostatně (Spoleto, Benevento).
Zbylé byzantské državy Řím a Benátky s okolím, Pentapolis, Apulie a Kalábrie byly roztroušené a vklíněné mezi langobarská území a některé postupem času začaly projevovat tendence k osamostatnění (Benátky, papežská kurie). 
Langobardi se pokusili ovládané území dále rozšířit. Roku 751 dobyli Ravennu a začali ohrožovat papežský Řím. Papež požádal o pomoc franského krále Pipina III., který dvěma výpravami v letech 754 a 756 langobardskou expanzi zastavil. Roku 774 dobyl jeho nástupce Karel Veliký říši Langobardů, začlenil její území do Franské říše a nechal se korunovat langobardským králem. Později, v roce 781, zde vytvořil dílčí Italské království.

## Galerie

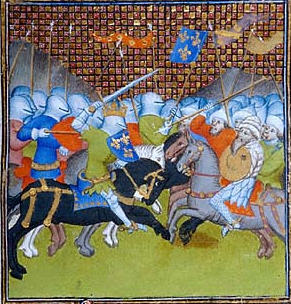
Merovejský král Chlothar II. v boji s Langobardy
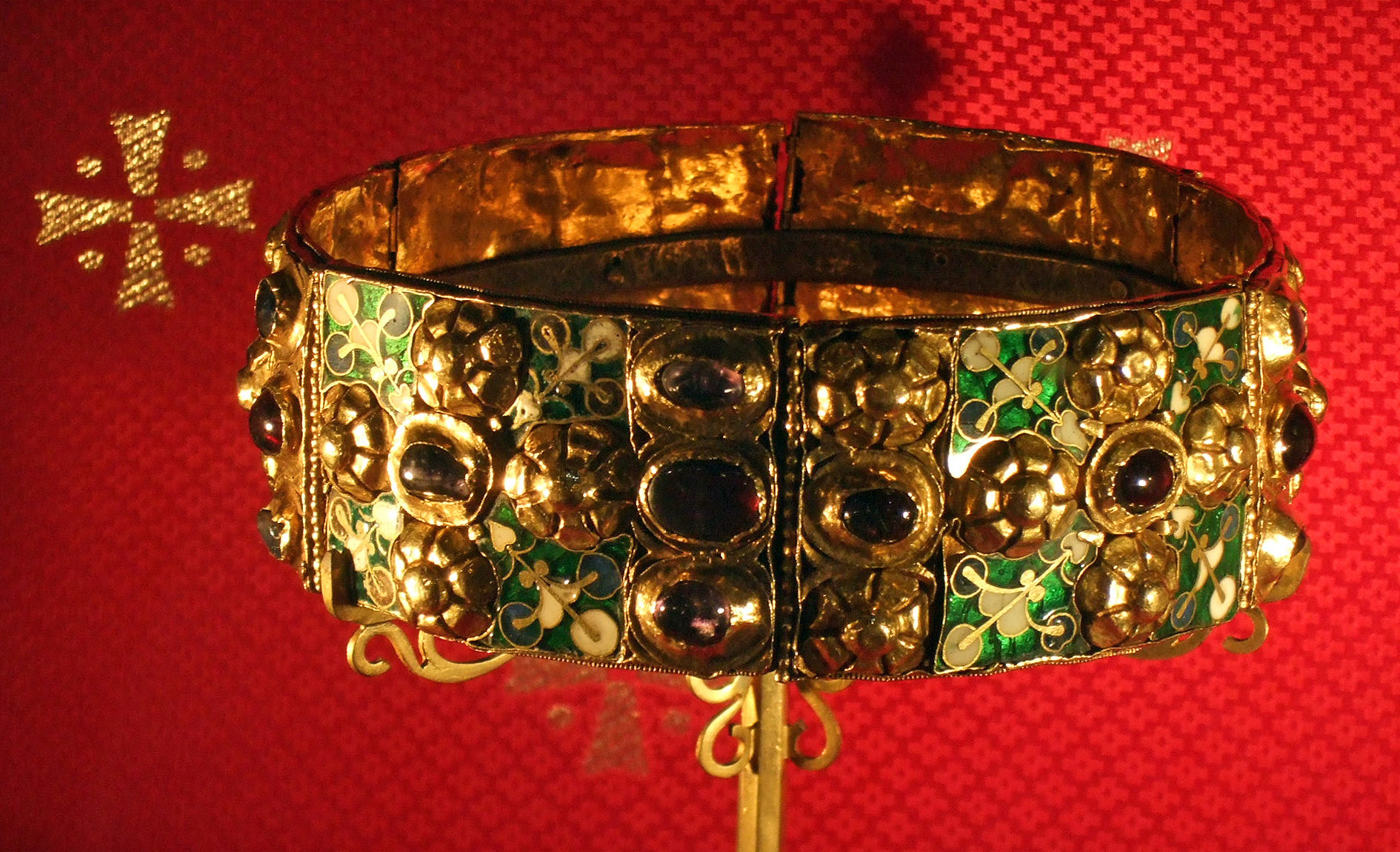
Lombardská koruna v katedrále v Monze
Rozsah království a držav Byzance v období skonu krále Alboina (572).
Rozsah království a držav Byzance v období skonu krále Liutpranda (744)
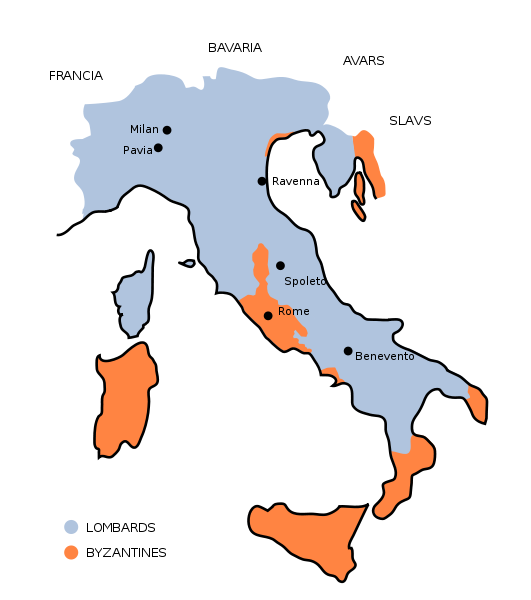
Největší rozsah království (modře) za vlády Aistulfa (749–756) a území Byzantské říše (oranžově)
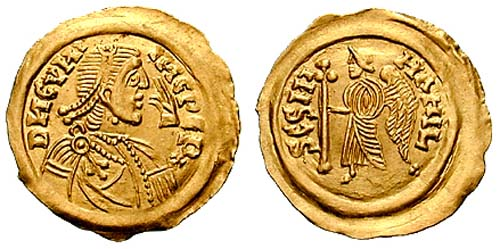
Tremissis krále Cuniperta (788-700)
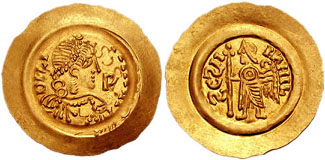
Tremissis krále Liutpranda (712-744)
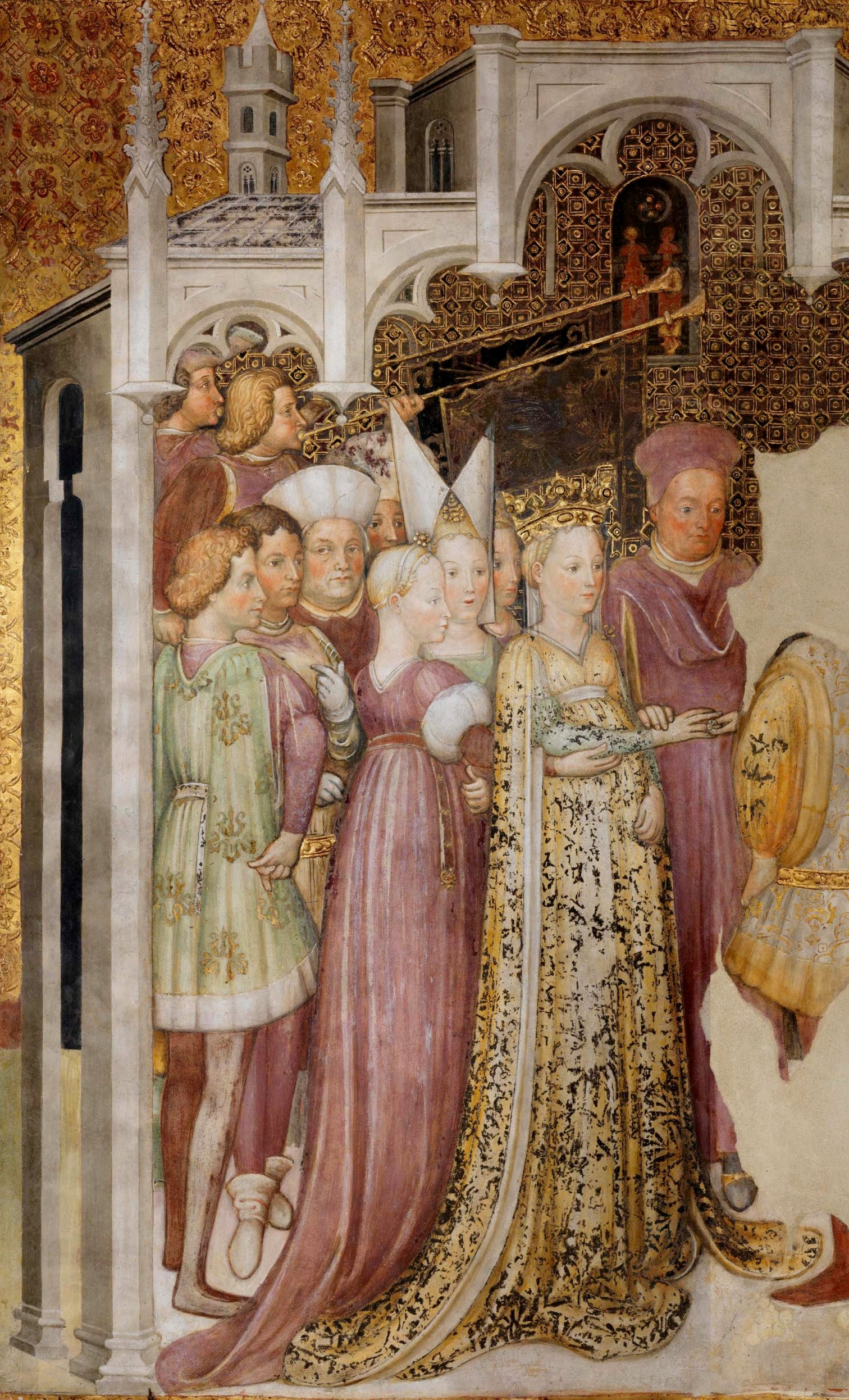
freska s královnou Theodelindou